# Tintog-Nabitenga
Pour les articles homonymes, voir Nabitenga.
Ne doit pas être confondu avec Nabitenga (Zorgho) ou Tintogo.
Tintog-Nabitenga est une commune rurale située dans le département de Zorgho de la province du Ganzourgou dans la région Plateau-Central au Burkina Faso.

## Santé et éducation
Les centres de soins les plus proches de Tintog-Nabitenga sont le centre de santé et de promotion sociale (CSPS) et le centre médical avec antenne chirurgicale (CMA) de Zorgho.